# Джобс (фільм)

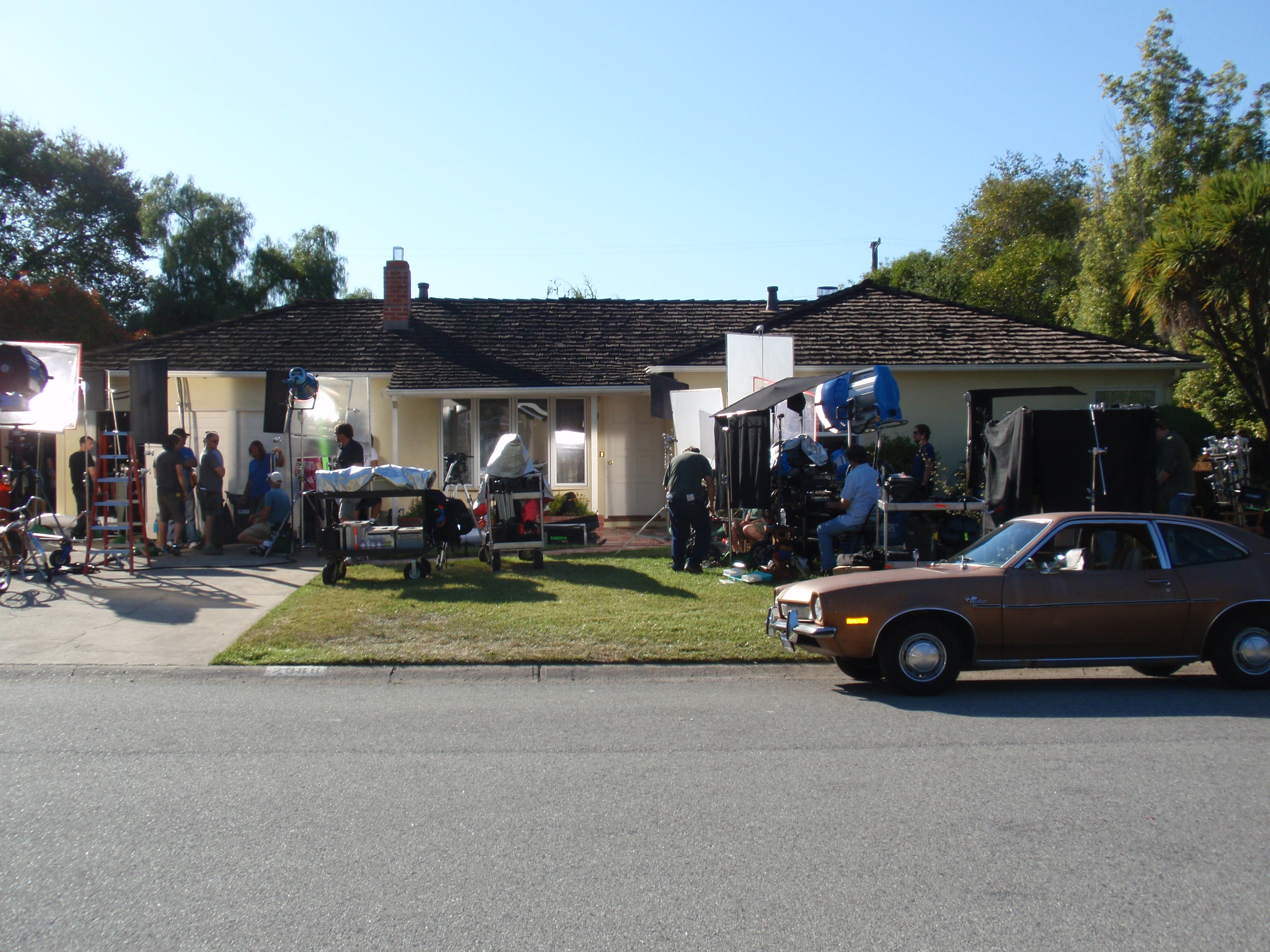
Знімальна команда працює в дитячому будинку Джобса в Лос-Альтос

Джобс (англ. Jobs, стилізовано як jOBS, в українському прокаті «Джобс: Імперія спокуси») — американський художній біографічний фільм 2013 року про американського бізнесмена Стіва Джобса.
Режисером фільму став Джошуа Майкл Стерн, продюсером Марк Галмі, а сценарій написав Метт Вітелі. На роль Стіва Джобса був відібраний Ештон Кутчер через його зовнішню схожість з співзасновником Apple, а Джош Ґад зіграв Стіва Возняка, другого співзасновника компанії Apple.
Виробництво картини почалося в червні 2012 року, протягом трьох днів зйомки проходили в дитячому будинку Джобса в Лос-Альтос, штат Каліфорнія, після чого протягом 28 днів проводилися в Лос-Анджелесі.
Фільм Джобс було представлено 28 січня 2013 на закриті 29-го кінофестивалю «Санденс». На великі екрани Джобс вийшов 16 серпня 2013 у США. В Україні з 19 вересня 2013.

## У ролях
- Ештон Кутчер — Стів Джобс
- Джош Ґад — Стів Возняк
- Дермот Малруні — Майк Марккула
- Метью Модайн — Джон Скаллі
- Дж. К. Сіммонс — Артур Рок
- Лукас Гаас — Деніел Коткі
- Віктор Расук — Білл Фернандез
- Едді Гесселл — Кріс Еспіноза
- Рон Елдард — Род Голт
- Девід Денман — Алан Алкорн
- Анна О'Райлі — Кріс-Енн Бреннан
- Джон Гетц — Пол Джобс
- Леслі Енн Воррен — Клара Джобс
- Нельсон Франклін — Білл Аткінсон
- Елден Генсон — Енді Герцфельд
- Ленні Джейкобсон — Бюррел Сміт
- Кевін Данн — Ґіл Амеліо
- Джеймс Вудс — Джек Дадман
- Бред Вілльям Генке — Пол Террелл
- Джалс Маффі — Джонатан Айв
- Масі Ока — Кен Танака

## Український дубляж
Дистриб'ютор стрічки компанія «Аврора-фільм», щоб донести до глядача важливість фільму і передати його неймовірну значимість, вирішила, що вершителі історії Apple в українському дубляжі, обов'язково повинні говорити голосами людей, які не з чуток знають, як заробити великі гроші. Тому герої нової стрічки звертатимуться до глядача голосами відомих бізнес особистостей та представників шоу-бізнесу. Дистриб'ютор впевнений, що успішні люди зможуть своєю енергетикою донести до глядача ідеї Стіва Джобса і його модель успіху.
Так, Стів Джобс, говоритиме голосом відомого українського бізнесмена, президента фонду Eurolab Андрія Пальчевського. Вічного опонента Джобса, Джеффа Расскіна, озвучив засновник венчурного фонду Aventures, засновник мультимедійного-провайдера DIVAN.TV Андрій Колодюк. Яскраву компанію в озвучуванні фільму доповнюють: співзасновник міжнародної компанії Coppertino Іван Алабамський, керуючий партнер компанії Internet Investments Group Петро Бондаревський, співзасновник компанії Jooble Роман Прокоф'єв і лідер гурту «Друга ріка» Валерій Харчишин. Головні жіночі ролі озвучили співачка, радіоведуча LILU, і світська леді Наталія Ворона.

## Прокат в Україні
В українському прокаті фільм оголошений з 19 вересня 2013. Офіційним партнером прокату фільму в Україні є компанія DIVAN.TV.

## Відгуки
Співзасновник Apple і друг Стіва Джобса Стів Возняк, після прем'єри стрічки на закритті кінофестивалю «Санденс» у січні 2013 р., заявив що в картині є багато фактичних помилок і що його відносини з Джобсом були абсолютно не такими, як показано на екрані.